# An die Töpfe, fertig, lecker!
An die Töpfe, fertig, lecker! ist eine deutsche Jugend-Comedy-Kochshow der Walt Disney Company, die auf der spanischen Serie Un, dos, ¡chef! und deren französischen Adaption Chez Rémy Tous en Forme basiert. Produziert wird sie von der Produktionsfirma Mingamedia Entertainment GmbH. Die Erstausstrahlung erfolgte am 2. April 2017 beim Fernsehsender Disney Channel Deutschland.

## Handlung
Ganz wie Linguini und Rémy aus dem Disney-Film Ratatouille, zeigt das ungleiche Duo – bestehend aus einem jungen Chefkoch und seinem erwachsenen Assistenten – wie man mit gutem Teamwork, frischen Zutaten, einer großen Portion Kreativität und ganz viel Spaß neue Gerichte erfinden und zubereiten kann.
In jeder Folge stellt sich das Team, bestehend aus dem Assistenzkoch Roland abwechselnd mit den jungen Chefköchen Nils (11 Jahre) und Marwin (10 Jahre), einer Herausforderung: Sie wollen einen prominenten Gast von den Vorzügen eines Lebensmittels überzeugen, das ihm überhaupt nicht zusagt. Gelingt es dem Team ungeliebte Zutaten so zu verarbeiten, dass es dem Gast schmeckt?
Durch einen „Promi-Telerobot“ wird die Aufgabe an das Team im Studio übermittelt. Dieser zeigt auch die abenteuerliche Zustellung des Gerichts durch eine Transport-Drohne und die anschließende Verkostung.

## Hintergrund
Die Serie An die Töpfe, fertig, lecker! ist eine Initiative, die im Rahmen des weltweiten Engagements der Walt Disney Company entsteht, sie soll Kinder und Familien gleichermaßen mit ganz viel Spaß und Humor für das Thema Kochen begeistern und Inspiration für die Zubereitung ausgewogener Gerichte mit frischen Zutaten liefern. Die Deutsche Gesellschaft für Ernährung ist mit dem Projekt „Geprüfte IN FORM-Rezepte“ Partner der Serie und hat die Rezepte, die in den einzelnen Folgen vorgestellt werden, mit entwickelt. Zudem wurde die Serie vom Bundesministerium für Ernährung und Landwirtschaft und durch das Bundesministerium für Gesundheit mit der Wir sind IN FORM-Plakette ausgezeichnet.

## Besetzung

### Hauptrollen
| Rollenname           | Schauspieler       | Folgen |
| -------------------- | ------------------ | ------ |
| Assistenzkoch Roland | Roland Schreglmann | 1.01–  |
| Chefkoch Marwin      | Marwin Haas        | 1.01–  |
| Chefkoch Nils        | Nils Wolf          | 1.02–  |
| Chefköchin Amalia    | Amalia Stolz       | 3.01–  |

### Gaststars
| Gaststar                   | Folge | Synchronsprecher/in | Anmerkung                                                                      |
| -------------------------- | ----- | ------------------- | ------------------------------------------------------------------------------ |
| Benedikt Weber             | 1.01  |                     | Moderator der Kinderwissenssendung Woozle Goozle und Synchronsprecher          |
| Lina Larissa Strahl        | 1.02  |                     | Schauspielerin (bekannt aus der Bibi-&-Tina-Filmreihe) und Singer-Songwriterin |
| Nicolás Artajo             | 1.03  |                     | Moderator der Kinderbastelsendung Art Attack und Synchronsprecher              |
| Wincent Weiss              | 1.04  |                     | Sänger und Model                                                               |
| Karol Sevilla              | 1.05  | Lara Wurmer         | Schauspielerin (bekannt aus der Disney-Channel-Serie Soy Luna) und Sängerin    |
| Melanie Leupolz            | 1.06  |                     | Fußballspielerin beim FC Bayern München und in der Nationalmannschaft          |
| Andreas Raelert            | 1.07  |                     | Triathlet                                                                      |
| Michael Raelert            | 1.07  |                     | Triathlet                                                                      |
| Thomas Huber               | 1.08  |                     | Bergsteiger und Bergführer                                                     |
| Alexander Huber            | 1.08  |                     | Profibergsteiger und Extremkletterer                                           |
| Ralph Caspers              | 1.09  |                     | Moderator der Kinderwissenssendung Wissen macht Ah! und Autor                  |
| David Behre                | 1.10  |                     | Leichtathletik und Paralympics-Teilnehmer                                      |
| Marie-Laurence Jungfleisch | 1.11  |                     | Hochspringerin beim VfB Stuttgart                                              |
| Marcel Nguyen              | 1.12  |                     | Kunstturner                                                                    |
| Carina Bär                 | 1.13  |                     | ehemalige deutsche Ruderin                                                     |
| Annika Preil               | 3.04  |                     | Schauspielerin, Moderatorin                                                    |

## Episodenliste

### Staffel 1
| Nr. (ges.) | Nr. (St.) | Originaltitel | Erstveröffentlichung (D/A/CH) |
| ---------- | --------- | ------------- | ----------------------------- |
| 1          | 1         | Folge 1       | 2. Apr. 2017                  |
| 2          | 2         | Folge 2       | 9. Apr. 2017                  |
| 3          | 3         | Folge 3       | 16. Apr. 2017                 |
| 4          | 4         | Folge 4       | 23. Apr. 2017                 |
| 5          | 5         | Folge 5       | 30. Apr. 2017                 |
| 6          | 6         | Folge 6       | 7. Mai 2017                   |
| 7          | 7         | Folge 7       | 14. Mai 2017                  |
| 8          | 8         | Folge 8       | 21. Mai 2017                  |
| 9          | 9         | Folge 9       | 28. Mai 2017                  |
| 10         | 10        | Folge 10      | 4. Juni 2017                  |
| 11         | 11        | Folge 11      | 11. Juni 2017                 |
| 12         | 12        | Folge 12      | 18. Juni 2017                 |
| 13         | 13        | Folge 13      | 25. Juni 2017                 |

### Staffel 2
| Nr. (ges.) | Nr. (St.) | Originaltitel | Erstveröffentlichung (D/A/CH) |
| ---------- | --------- | ------------- | ----------------------------- |
| 14         | 1         | Folge 1       | 18. Feb. 2018                 |
| 15         | 2         | Folge 2       | 25. Feb. 2018                 |
| 16         | 3         | Folge 3       | 4. März 2018                  |
| 17         | 4         | Folge 4       | 11. März 2018                 |
| 18         | 5         | Folge 5       | 18. März 2018                 |
| 19         | 6         | Folge 6       | 25. März 2018                 |
| 20         | 7         | Folge 7       | 1. Apr. 2018                  |
| 21         | 8         | Folge 8       | 8. Apr. 2018                  |
| 22         | 9         | Folge 9       | 15. Apr. 2018                 |
| 23         | 10        | Folge 10      | 22. Apr. 2018                 |
| 24         | 11        | Folge 11      | 29. Apr. 2018                 |
| 25         | 12        | Folge 12      | 6. Mai 2018                   |
| 26         | 13        | Folge 13      | 13. Mai 2018                  |
| 27         | 14        | Folge 14      | 20. Mai 2018                  |
| 28         | 15        | Folge 15      | 27. Mai 2018                  |
| 29         | 16        | Folge 16      | 3. Juni 2018                  |
| 30         | 17        | Folge 17      | 10. Juni 2018                 |
| 31         | 18        | Folge 18      | 17. Juni 2018                 |
| 32         | 19        | Folge 19      | 24. Juni 2018                 |
| 33         | 20        | Folge 20      | 1. Juli 2018                  |
| 34         | 21        | Folge 21      | 8. Juli 2018                  |

### Staffel 3
| Nr. (ges.) | Nr. (St.) | Originaltitel | Erstveröffentlichung (D/A/CH) |
| ---------- | --------- | ------------- | ----------------------------- |
| 35         | 1         | Folge 1       | 7. Apr. 2019                  |
| 36         | 2         | Folge 2       | 14. Apr. 2019                 |
| 37         | 3         | Folge 3       | 21. Apr. 2019                 |
| 38         | 4         | Folge 4       | 28. Apr. 2019                 |
| 39         | 5         | Folge 5       | 5. Mai 2019                   |
| 40         | 6         | Folge 6       | 12. Mai 2019                  |
| 41         | 7         | Folge 7       | 19. Mai 2019                  |
| 42         | 8         | Folge 8       | 26. Mai 2019                  |
| 43         | 9         | Folge 9       | 2. Juni 2019                  |
| 44         | 10        | Folge 10      | 9. Juni 2019                  |
| 45         | 11        | Folge 11      | 16. Juni 2019                 |
| 46         | 12        | Folge 12      | 23. Juni 2019                 |
| 47         | 13        | Folge 13      | 30. Juni 2019                 |

### Staffel 4
| Nr. (ges.) | Nr. (St.) | Originaltitel | Erstveröffentlichung (D/A/CH) |
| ---------- | --------- | ------------- | ----------------------------- |
| 48         | 1         | Folge 1       | 19. Apr. 2020                 |
| 49         | 2         | Folge 2       | 26. Apr. 2020                 |
| 50         | 3         | Folge 3       | 3. Mai 2020                   |
| 51         | 4         | Folge 4       | 10. Mai 2020                  |
| 52         | 5         | Folge 5       | 17. Mai 2020                  |
| 53         | 6         | Folge 6       | 24. Mai 2020                  |
| 54         | 7         | Folge 7       | 7. Juni 2020                  |
| 55         | 8         | Folge 8       | 14. Juni 2020                 |
| 56         | 9         | Folge 9       | 21. Juni 2020                 |
| 57         | 10        | Folge 10      | 28. Juni 2020                 |
| 58         | 11        | Folge 11      | 5. Juli 2020                  |
| 59         | 12        | Folge 12      | 12. Juli 2020                 |
| 60         | 13        | Folge 13      | 19. Juli 2020                 |

### Staffel 5
| Nr. (ges.) | Nr. (St.) | Originaltitel | Erstveröffentlichung (D/A/CH) |
| ---------- | --------- | ------------- | ----------------------------- |
| 61         | 1         | Folge 1       | 30. Mai 2021                  |
| 62         | 2         | Folge 2       | 6. Juni 2021                  |
| 63         | 3         | Folge 3       | 13. Juni 2021                 |
| 64         | 4         | Folge 4       | 20. Juni 2021                 |
| 65         | 5         | Folge 5       | 27. Juni 2021                 |
| 66         | 6         | Folge 6       | 4. Juli 2021                  |
| 67         | 7         | Folge 7       | 11. Juli 2021                 |
| 68         | 8         | Folge 8       | 18. Juli 2021                 |
| 69         | 9         | Folge 9       | 25. Juli 2021                 |
| 70         | 10        | Folge 10      | 1. Aug. 2021                  |
| 71         | 11        | Folge 11      | 8. Aug. 2021                  |
| 72         | 12        | Folge 12      | 15. Aug. 2021                 |
| 73         | 13        | Folge 13      | 15. Aug. 2021                 |